# 小松市立ポッポ汽車展示館
小松市立ポッポ汽車展示館（こまつしりつポッポきしゃてんじかん）は、石川県小松市尾小屋町にある鉄道保存展示施設である。

## 概要
1977年（昭和52年）3月20日に廃線となった尾小屋鉄道の旧・尾小屋駅跡地に保存されていた車輌を移設するために、当地に保管庫を兼ねた展示館を新築し2002年（平成14年）4月26日に開館した。石川県立尾小屋鉱山資料館に併設されている。
展示館には車輌3輌を静態保存しており、尾小屋鉄道関係の資料も合わせて展示している。2005年（平成17年）11月より、ボランティア団体である「なつかしの尾小屋鉄道を守る会」が保存車輌の整備および動態運転などの活動を行っている。
敷地内には全長約100mの電動トロッコ列車「尾小屋鉱山電車」が敷設されており、バッテリー機関車が牽引する木造貨車（5両）に体験乗車できる。

## 利用情報
- 開館時間：随時（ただし、電気点灯は9:00 - 17:00まで）
- 入館料：無料
- 駐車場：普通車約20台（尾小屋鉱山資料館の駐車場を利用）

## 展示車両
蒸気機関車
5号（2代）
気動車
キハ3
客車
ハフ1型

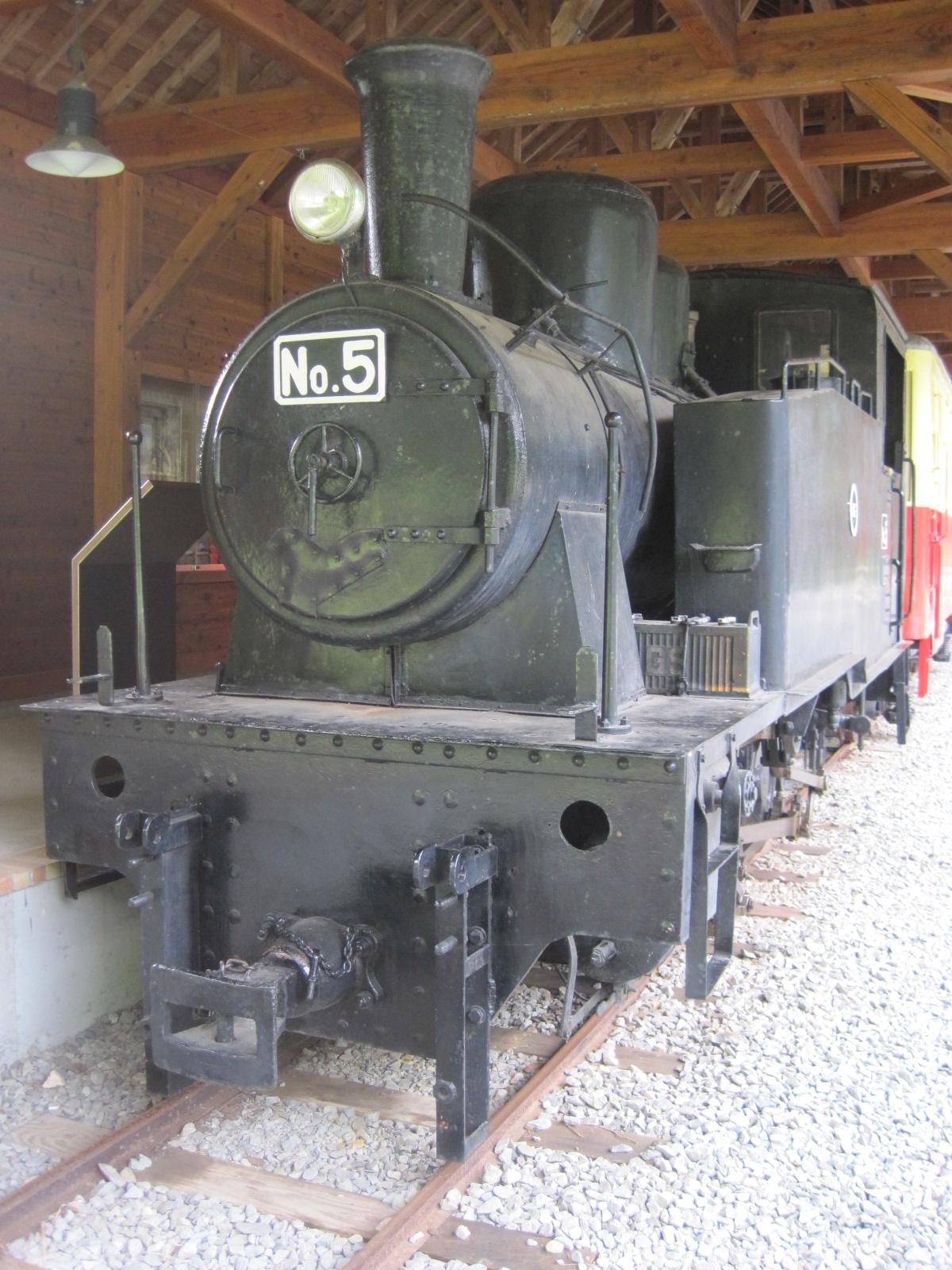
機関車5号（2代目）
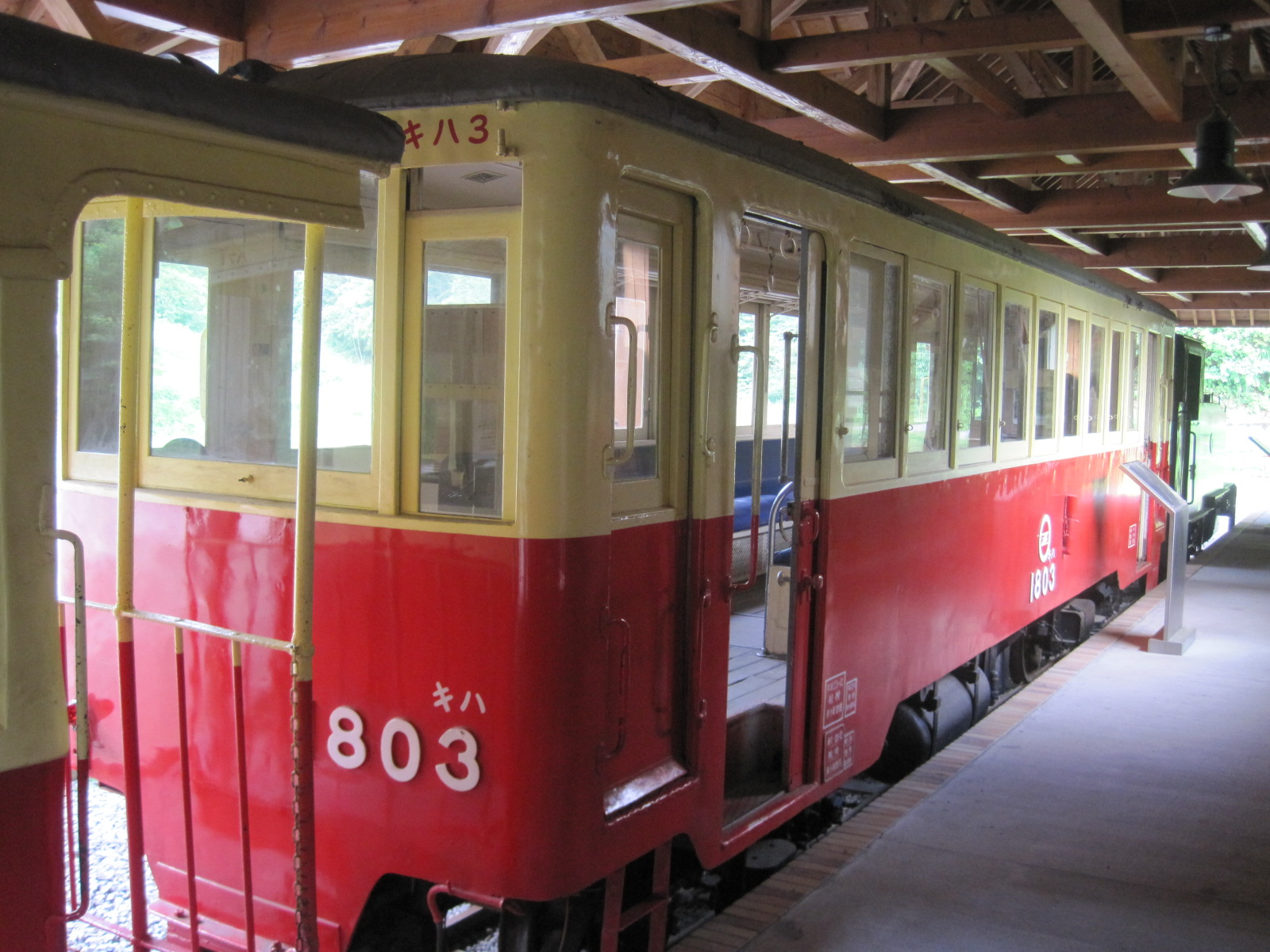
気動車キハ3

## イベント
以下のイベントが行われている。いずれも乗車は無料。
- キハ3公開運転
- 電動トロッコ列車運転

## 交通アクセス
- 空港
  - 小松空港から車で約1時間
- 鉄道
  - 北陸新幹線・IRいしかわ鉄道線 小松駅から車で約25分。
  - ポッポ汽車展示館公開日に限り、「小松駅南口バスのりばAゾーン」（公立小松大学東側）より無料送迎バスを運行。約30分。
- 車
  - 北陸自動車道小松ICから車で約35分

## 周辺
当館および石川県立尾小屋鉱山資料館の周辺一帯が尾小屋鉱山跡となっている。さらに南側には大倉岳高原スキー場がある。
- 石川県道160号尾小屋尾小屋停車場線
- 国道416号
- 旧・尾小屋駅
- 国民健康保険小松市民病院尾小屋診療所